# Jean Deval de Guymont
 (août 2025).
Si vous disposez d'ouvrages ou d'articles de référence ou si vous connaissez des sites web de qualité traitant du thème abordé ici, merci de compléter l'article en donnant les références utiles à sa vérifiabilité et en les liant à la section « Notes et références ».
Pour les articles homonymes, voir Deval.
Jean Deval de Guymont (7 mai 1756 - Pontaumur (Puy-de-Dôme) ✝ 9 novembre 1833 - Riom), est un magistrat et homme politique français des XVIIIe – XIXe siècles.

## Biographie
Jean Deval de Guymont, 2e du nom, baron de Saunade, exerçait avec distinction depuis plusieurs années la profession d'avocat à Riom lorsque la Révolution française éclata.
Le choix de ses concitoyens l'appela, en 1790, à la place de juge au tribunal du district de Riom, et, en l'an II, commissaire et accusateur public près le tribunal criminel de Riom.
La modération de son caractère préserva le département du Puy-de-Dôme des « sacrifices sanglants » qui affligèrent tant d'autres localités. Au péril de ses jours, il sut faire respecter les droits de tous, protéger l'ordre public et maintenir le règne des lois conservatrices sans employer aucune mesure rigoureuse. Aussi, dès que le calme fut rétabli, ses concitoyens reconnaissants le confirmèrent dans les mêmes fonctions par quatre élections successives.
Toujours en poste, il fut élu, le 9 thermidor an XI (28 juillet 1801) par le Sénat conservateur, député du Puy-de-Dôme au Corps législatif, où il siégea jusqu'en 1809. Il contribua à la rédaction du code Napoléon.
Le Premier Consul, qui venait de créer l'ordre de la Légion d'honneur, le comprit dans une des premières promotions.
Après avoir terminé ses travaux législatifs, il vint reprendre les fonctions de procureur général près la Cour de justice criminelle du Puy-de-Dôme (qu'une décision spéciale lui avait conservées), et qu'il échangea bientôt pour celle de président de la même cour. Il conserva son poste jusqu'à la réorganisation des tribunaux de 1811.
À la réorganisation des tribunaux, les deux sections, civile et criminelle, furent confondues dans une même cour de justice impériale. Il fut nommé à la présidence de l'une des chambres (17 avril 1811), fonction qu'il a constamment occupée jusqu'en 1833. Il avait alors pour confrère le Baron Grenier.
Procureur général, puis président de la Cour de justice criminelle du Puy-de-Dôme, il fut nommé président de chambre à la Cour d'appel de Riom, poste qu'il conservera jusqu'en 1833.
Il fut créé chevalier de l'Empire le 30 septembre 1811.
Chargé après la révolution de 1830 d'installer le tribunal civil de Riom, il prononça à cette occasion un discours dans lequel étaient tracés avec énergie tous les devoirs d'un magistrat, les principes d'une sage liberté et les espérances de tous les amis d'un gouvernement constitutionnel.
Le baron de Val mourut à Riom le 9 novembre 1833, à l'âge de 77 ans.

### Vie familiale
Selon quelques historiens, la maison de Val ou Deval, en latin de Valle, l'une des plus anciennes de la province d'Auvergne tirerait son nom de la terre de Val-le-Châtel, près de Brioude.
Cependant, après la révolution de 1789, le bourg de Combrailles portait encore le nom de Combrailles-en-Val (Combrallia in valle), et même simplement de Val. Il serait donc plus raisonnable de penser que Val ou Combrailles-en-Val soit le berceau de la famille de Jean Deval de Guymont.
Jean Deval de Guymont était le fils de Pierre Deval (vers 1725 - Pontaumur ✝ 1782 - Pontaumur), baron de Saunade, seigneur de Guymont et des Vialles, notaire à Pontaumur (1754-1782), feudiste et bailli de Saunade (près de Pontaumur) et Jeanne Françoise Gaillard (12 mai 1729 - Riom ✝ après septembre 1783 - Pontaumur). 
Jean épousa le 14 octobre 1783 (Riom), avec Marie Claude Claudot-Dumont (née vers 1755). Ensemble, ils eurent :
- Gabriel Jean (né le 18 juillet 1785 - Riom) ;
- Guillaume Jean (né le 27 janvier 1787 - Riom), licencié en Droit (31 août 1811), baron de Val de Guymont, avocat-stagiaire à la Cour (20 novembre 1811), avocat à la Cour (20 septembre 1815), conseiller auditeur à la Cour d'appel de Riom (1820-1832), conseiller à la Cour (1832), conseiller honoraire (1857), marié le 13 janvier 1812 à Claudia Fresnaye, dont :
  - Jean-Ferdinand-Arthur, baron de Val de Guymont, marié à mademoiselle Anne-Philiberte-Athénaïs Pyrent de la Prade, dont :
    - Anne-Louis-Ferdinand (né en novembre 1838), baron de Val de Guymont.

## Fonctions
- Avocat en Parlement à Riom ;
- Juge au tribunal du district de Riom (1790) ;
- Commissaire et accusateur public près le tribunal criminel de Riom (an II) ;
- Député du Puy-de-Dôme au Corps législatif (9 thermidor an XI (28 juillet 1801) - 1809) ;
- Procureur général près la Cour de justice criminelle du Puy-de-Dôme (1809 - 1811) ;
- Président de chambre à la Cour impériale de Riom (17 avril 1811 - 1833).

## Titres
- Baron de Saunade,
- Chevalier de l'Empire (30 novembre 1811).

## Distinctions
- Chevalier de la Légion d'honneur (an XII).

## Armoiries
Armes de la famille de Val ou Deval, barons de Saunade, seigneurs de Combrailles, de Vedières, de Viailles, de Guymont et autres lieuxParti : au I, d'argent à la branche de fougère de sinople ; au II, d'azur à trois besants d'or.
Couronne de baron.
Supportsdeux sauvages.
DevisePro regis et patria.
Armes de chevalier de l'EmpireD'or à la bande de gueules chargée de l'insigne des chevaliers légionnaires, accompagnée en chef d'une grue de sable et en pointe d'un mont du même sommé et chargé d'un gui du même.<
```
 
Armes parlantes
 (
gui
 + 
mont
⇔Guymont).
```

## Pour approfondir